# Норт-Літл-Рок
Норт-Літл-Рок (англ. North Little Rock) — місто (англ. city) в США, в окрузі Пуласкі штату Арканзас. Населення — 64 591 особа (2020). Розташоване на річці Арканзас, навпроти столиці штату Літл-Рок.

## Географія
Норт-Літл-Рок розташований за координатами 34°46′55″ пн. ш. 92°14′6″ зх. д. / 34.78194° пн. ш. 92.23500° зх. д. (34.781873, -92.234937).  За даними Бюро перепису населення США в 2010 році місто мало площу 141,86 км², з яких 133,37 км² — суходіл та 8,48 км² — водойми.

### Клімат
| Клімат : Норт-Літл-Рок                     | Клімат : Норт-Літл-Рок | Клімат : Норт-Літл-Рок | Клімат : Норт-Літл-Рок | Клімат : Норт-Літл-Рок | Клімат : Норт-Літл-Рок | Клімат : Норт-Літл-Рок | Клімат : Норт-Літл-Рок | Клімат : Норт-Літл-Рок | Клімат : Норт-Літл-Рок | Клімат : Норт-Літл-Рок | Клімат : Норт-Літл-Рок | Клімат : Норт-Літл-Рок | Клімат : Норт-Літл-Рок |
| Показник                                   | Січ.                   | Лют.                   | Бер.                   | Квіт.                  | Трав.                  | Черв.                  | Лип.                   | Серп.                  | Вер.                   | Жовт.                  | Лист.                  | Груд.                  | Рік                    |
| Середній максимум, °C                      | 9,7                    | 12,5                   | 18,0                   | 23,1                   | 26,8                   | 31,0                   | 33,5                   | 33,3                   | 29,3                   | 22,9                   | 17,6                   | 11,0                   | 22,1                   |
| Середній мінімум, °C                       | 0,4                    | 2,7                    | 7,2                    | 11,9                   | 15,5                   | 19,9                   | 22,2                   | 21,6                   | 18,7                   | 12,2                   | 6,7                    | 2,1                    | 11,8                   |
| Середня кількість сонячних годин на місяць | 171,5                  | 212,3                  | 257,0                  | 297,1                  | 303,0                  | 324,2                  | 353,6                  | 392,2                  | 300,4                  | 290,4                  | 246,3                  | 198,5                  | 3346                   |
| Норма опадів, мм                           | 90                     | 93                     | 129                    | 109                    | 105                    | 88                     | 76                     | 51                     | 68                     | 86                     | 126                    | 138                    | 1150                   |
| Днів з опадами                             | 12,1                   | 12,3                   | 9,7                    | 10,9                   | 7,7                    | 8,8                    | 7,2                    | 6,7                    | 6,9                    | 7,8                    | 10,1                   | 14,2                   | 77,3                   |
| ------------------------------------------ | ---------------------- | ---------------------- | ---------------------- | ---------------------- | ---------------------- | ---------------------- | ---------------------- | ---------------------- | ---------------------- | ---------------------- | ---------------------- | ---------------------- | ---------------------- |
| Джерело: NOAA (sun 1961-1990)              |                        |                        |                        |                        |                        |                        |                        |                        |                        |                        |                        |                        |                        |

## Демографія
Згідно з переписом 2010 року, у місті мешкали 62 304 особи в 26 530 домогосподарствах у складі 15 694 родин. Густота населення становила 439 осіб/км².  Було 29437 помешкань (208/км²). 
Расовий склад населення:
| - 54,0 % — білих - 39,7 % — чорних або афроамериканців - 0,9 % — азіатів - 0,4 % — корінних американців - 0,1 % — вихідців з тихоокеанських островів - 2,7 % — осіб інших рас |

До двох чи більше рас належало 2,1 %. Іспаномовні складали 5,7 % від усіх жителів.
За віковим діапазоном населення розподілялося таким чином: 24,1 % — особи молодші 18 років, 62,9 % — особи у віці 18—64 років, 13,0 % — особи у віці 65 років та старші. Медіана віку мешканця становила 35,9 року. На 100 осіб жіночої статі у місті припадало 89,7 чоловіків;  на 100 жінок у віці від 18 років та старших — 85,6 чоловіків також старших 18 років.
Середній дохід на одне домашнє господарство  становив 54 173 долари США (медіана — 39 591), а середній дохід на одну сім'ю — 66 527 доларів (медіана — 49 767). Медіана доходів становила 38 491 долар для чоловіків та 33 725 доларів для жінок. За межею бідності перебувало 26,1 % осіб, у тому числі 41,9 % дітей у віці до 18 років та 10,6 % осіб у віці 65 років та старших.
Цивільне працевлаштоване населення становило 27 673 особи. Основні галузі зайнятості: освіта, охорона здоров'я та соціальна допомога — 26,7 %, роздрібна торгівля — 11,6 %, мистецтво, розваги та відпочинок — 11,2 %.

## Історія

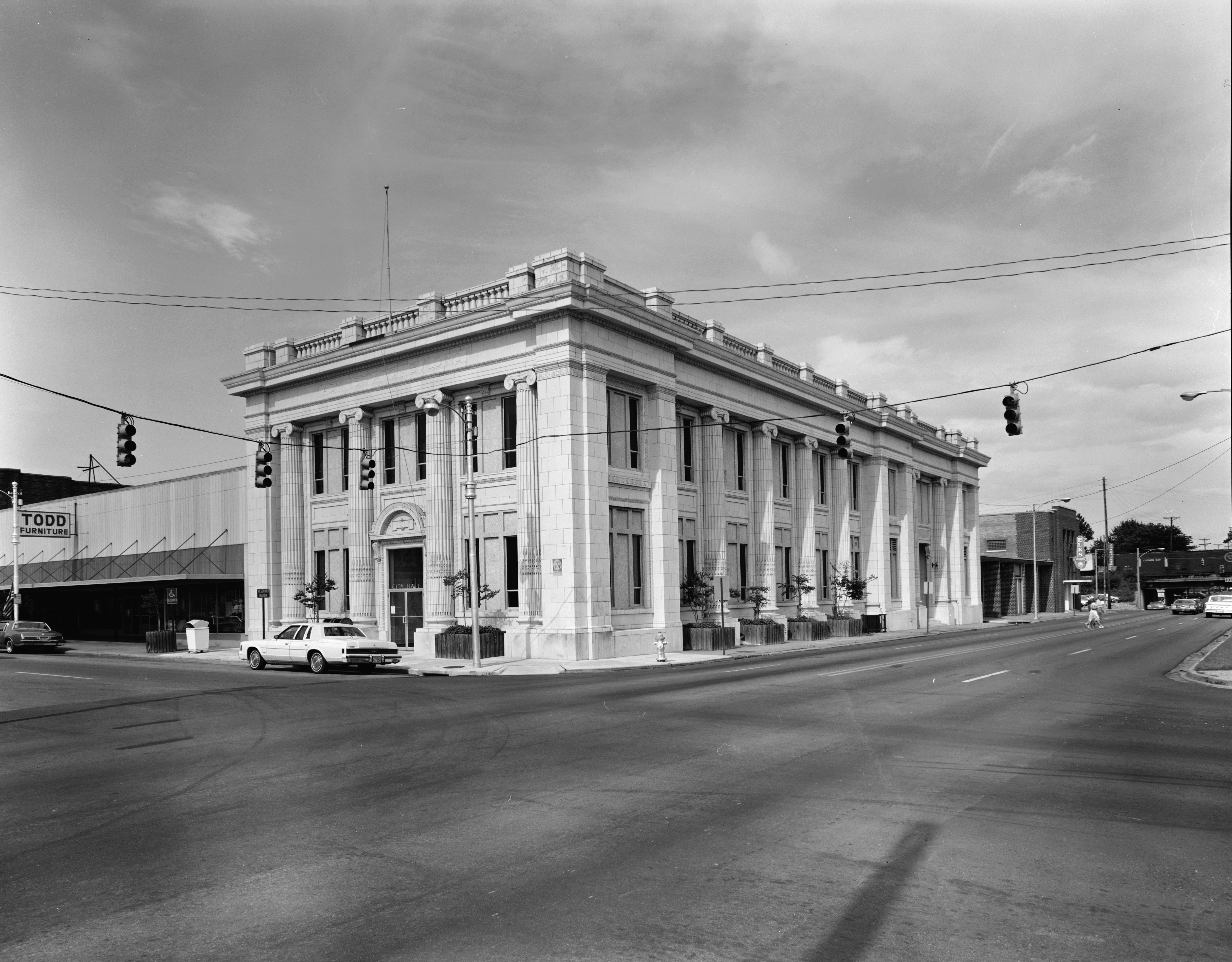
Будівля мерії міста

1866 року тут було засновано поселення Арджента (Argenta). 1890 року Арджента, яка не була включена до списку міст, стала частиною Літл-Рока. 1901 року в околицях Ардженто отримав статус міста Норт-Літл-Рок, 1903 року за рішенням Верховного суду Арканзасу що включив в себе і територію Ардженто. Спочатку об'єднане місто мало назву Ардженто, проте до 1917 року було знову перейменоване в Норт-Літл-Рок.
Міська мерія була побудована 1914 року, на ній досі є таблички, на яких місто іменується Ардженто.
Історичний центр колишньої Ардженто був 1993 року внесений до Національного реєстру історичних місць під номером 93000094. Мерія та будівля пошти Норт-Літл-Рока також включені до реєстру.

## Транспорт
Місто розташоване на лівому березі річки Арканзас навпроти міста Літл-Рок. В місті існує трамвайна лінія що сполучає обидва міста. 
У Норт-Літл-Року від автомагістралі I-40 на південний захід відходить магістраль I-30, тут поєднана з US 167.
Окрім моста I-30 Норт-Літл-Рок та Літл-Рок пов'язані трьома залізничними мостами, а також автомобільними мостами US 67/US 70 та Main Street. На схід розташований міст I-440, допоміжної магістралі, що обгинає ці міста.